# Moção (Portugal)
Moção é uma povoação da freguesia de Pinheiro, no município de Castro Daire, em Portugal. Foi vila e sede de concelho, constituído pelas freguesias de Moura Morta, Picão e Pinheiro e Moção, até 1834. Tinha, em 1801, 1 637 habitantes.